# Dasylirion leiophyllum
Dasylirion leiophyllum là một loài thực vật có hoa trong họ Măng tây. Loài này được Engelm. ex Trel. mô tả khoa học đầu tiên năm 1911.

## Hình ảnh

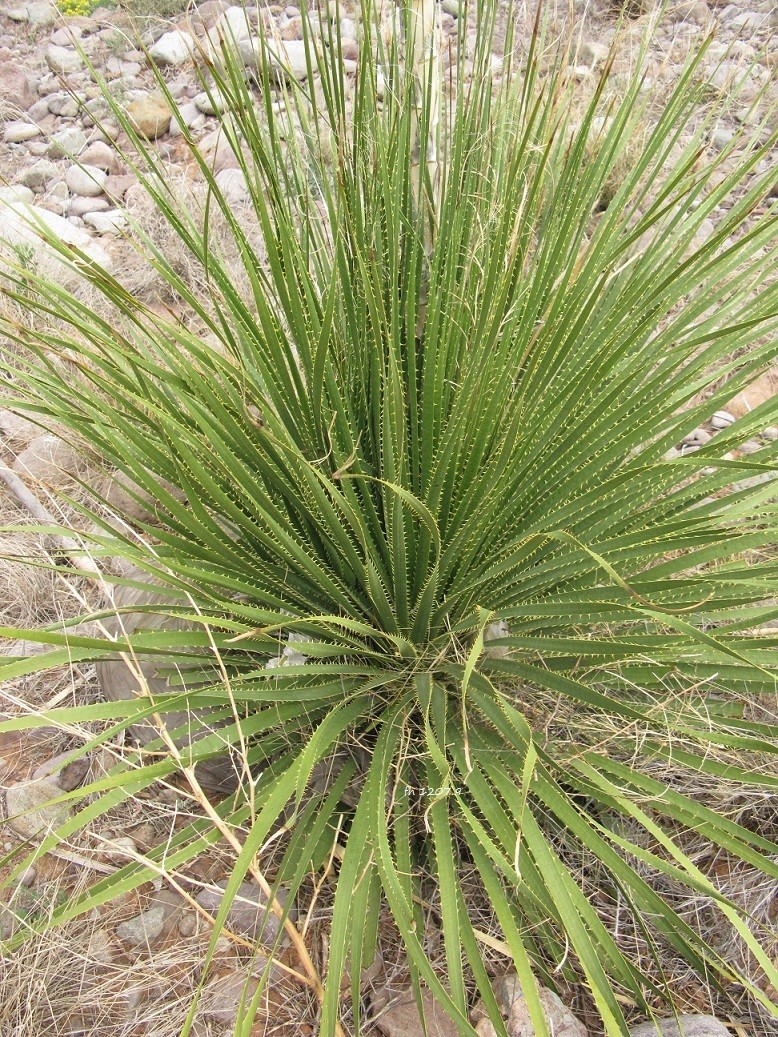
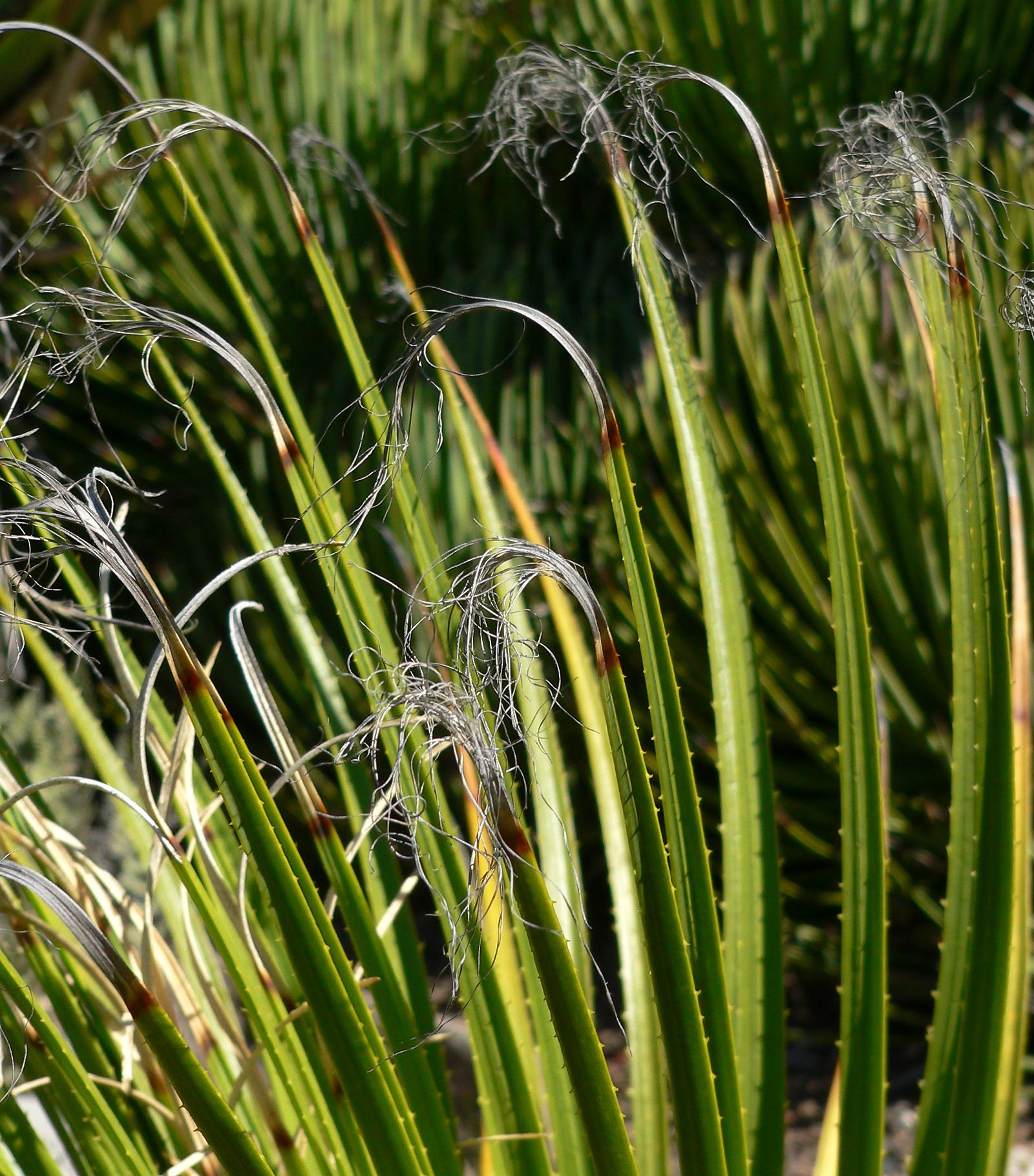